# Mighty Garvey!
Mighty Garvey! is een muziekalbum van de Britse band Manfred Mann. Op de achterflap van het album wordt een poging gedaan om uit te leggen wie of wat Mighty Garvey is; het is de veronderstelde tegenhanger van Mighty Quinn.

## Musici
Ze worden niet vermeld, maar uitgegaan kan worden van (de band wisselde toen nauwelijks van samenstelling):
- Michael d'Abo – zang,
- Tom McGuinness – gitaar
- Klaus Voormann – basgitaar
- Manfred Mann – toetsen
- Mike Hugg – slagwerk

## Composities
De cd-uitgave bevat tweemaal het originele album; eerst de mono en daarna de stereoversie:
1. Happy Families
2. No Better, No Worse
3. Every Day Another Hair Turns Grey
4. Country Dancing
5. It's So Easy Falling
6. Happy Families
7. Mighty Quinn (Quinn the Eskimo)Bob Dylan)
8. Big Betty
9. Vicar's Daughter
10. Each and Every Day
11. Cubist Town
12. Ha! Ha! Said the Clown
13. Harry the One-Man Band
14. Happy Families
15. Happy Families
16. No Better, No Worse
17. Every Day Another Hair Turns Grey
18. Country Dancing
19. It's So Easy Falling
20. Happy Families
21. Mighty Quinn (Quinn the Eskimo)
22. Big Betty
23. Vicar's Daughter
24. Each and Every Day
25. Cubist Town
26. Ha! Ha! Said the Clown
27. Harry the One-Man Band
28. Happy Families